# Parafia greckokatolicka Świętych Antoniego i Teodozjusza Pieczerskich i św. Michała Archanioła w Strzelcach Krajeńskich
Parafia greckokatolicka pw. św. Michała Archanioła w Strzelcach Krajeńskich – parafia greckokatolicka w Strzelcach Krajeńskich. Parafia należy do eparchii wrocławsko-koszalińskiej i znajduje się na terenie dekanatu zielonogórskiego. Proboszczem jest ksiądz Jan Jadłowski z parafii w Gorzowie Wielkopolskim

## Historia parafii
Parafia Greckokatolicka pw. Świętych Antoniego i Teodozjusza Pieczerskich i św. Michała Archanioła
funkcjonuje od 1958 r., księgi metrykalne są prowadzone od roku 1958.

## Świątynia parafialna
Nabożeństwa odbywają się w kościele rzymskokatolickim pw. św. Franciszka z Asyżu.